# Китайское классификационное общество
Китайское классификационное общество (кит. 中國船級社; англ. China Classification Society, CCS) — основанное в 1956 году общество, специализирующееся на классификации и сертификации в области судоходства, судостроения, эксплуатации шельфа и связанных с этими сферами производств в целях обеспечения безопасности на море и предотвращения его загрязнения.
Также данное общество выполняет функции Морского регистра в Китае. В Регистре Ллойда суда, классифицированные Обществом, имеют отметку «CC».
Одно из 13 членов МАКО (с 1988 года), председатель МАКО в периоды 1996—1997 и 2006—2007 годов.